# HD 70302
HD 70302，又名BD-22 2233，SAO 175634、HR 3276，是一颗恒星，视星等为6.13，位于銀經243.61，銀緯7.63，其B1900.0坐标为赤經8h 16m 6.3s，赤緯-22° 7.63′ 32″。